# Jan ziębicki

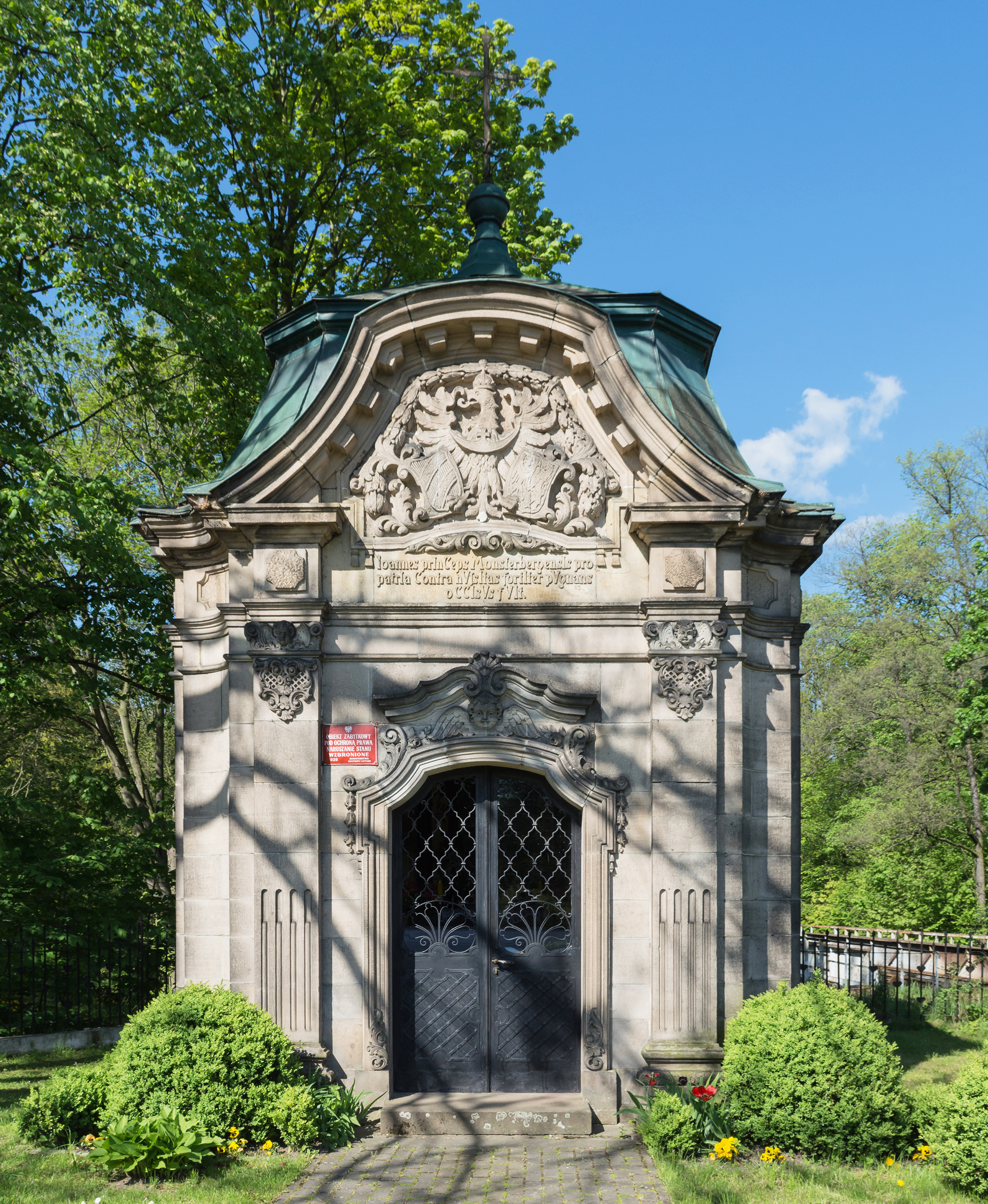
Kaplica w Starym Wielisławiu upamiętniająca śmierć Jana Ziębickiego

Jan ziębicki (ur. między 1370 a 1390, zm. 27 grudnia 1428 w Starym Wielisławiu) – książę ziębicki w latach 1410–1428.
Jan był drugim pod względem starszeństwa (a najstarszym, który przeżył ojca) synem księcia ziębickiego Bolka III i księżniczki bytomskiej Eufemii. W chwili śmierci ojca Jan był już pełnoletni, w związku z czym bez przeszkód przejął władzę. Do 1420 rządy sprawował wspólnie z bratem Henrykiem. Podobnie, jak jego ojciec wiernie stał u boku swojego suwerena – rodu Luksemburgów.
U progu swoich samodzielnych rządów Jan wziął udział w wojnie Polski z zakonem krzyżackim po stronie tych ostatnich. Uczestnictwo księcia ziębickiego, będącego na żołdzie krzyżackim ograniczyło się jednakże wyłącznie do bitwy pod Tucholą 4 listopada 1410. Przebieg bitwy nie jest dla księcia chwalebny, gdyż, podobnie jak i rycerze krzyżaccy, zbiegł z pola bitwy.
6 stycznia 1420 Jan był obecny na zjeździe we Wrocławiu, gdzie wydano niekorzystny dla Polski wyrok w procesie z Krzyżakami.
Wpływ księcia na politykę względem Śląska był znikomy, gdyż fundusze malutkiego księstewka składającego się wyłącznie z Ziębic były bardzo ograniczone. Z tych powodów sporym zaskoczeniem dla historyków jest fakt ożenku Jana z wdową po potężnym magnacie polskim Spytku z Melsztyna Elżbietą (zmarłą w 1424), córką wojewody siedmiogrodzkiego Emeryka Lackfi, wielkorządcy Siedmiogrodu. Przyniosło to Janowi Ziębickiemu olbrzymi posag i niezależność finansową. Sprawa jest o tyle dziwna, że pierwszy mąż Elżbiety był współpracownikiem króla Polski Władysława Jagiełły, wroga suwerena Jana Zygmunta Luksemburczyka. Zresztą politykę wrogą Luksemburgom Elżbieta z powodzeniem kontynuowała poprzez swoje liczne kontakty, także po wyjściu za mąż za księcia ziębickiego. Małżeństwo to pozostało bezdzietne, tak więc Jan miał zostać ostatnim przedstawicielem ziębickiej linii Piastów.
W 1428 r. nad księstwem zawisło niebezpieczeństwo interwencji wojsk husyckich. Początkowo, nie widząc szans zwycięstwa książę ziębicki razem z księciem brzeskim Ludwikiem II zawarł układ, w którym się zobowiązywał nie przeszkadzać w ruchach wrogich wojsk. Z nieznanych jednak przyczyn, dopiero co zaprzysiężone zawieszenie broni Jan złamał – przygotowując się do starcia zbrojnego.
Książę zginął 27 grudnia 1428 w bitwie pod Starym Wielisławiem w Kotlinie Kłodzkiej stoczonej z husytami dowodzonymi przez Jana Kralovca. Przyczyną klęski był nierozważny atak na husycki szyk taborowy (wagenburg). Nierozważny, frontalny atak ciężkozbrojnego rycerstwa śląskiego zakończył się militarną katastrofą. Po śmierci księcia jego zwłoki zostały pochowane w kościele w Kłodzku, a w miejscu, w którym poległ, wzniesiono drewnianą kapliczkę. Na domniemanym miejscu śmierci księcia stoi kaplica wybudowana w latach 1904–1905 według projektu Ludwiga Schneidera.
Księstwo ziębickie stało się częścią korony czeskiej, której posiadacze Luksemburgowie wyznaczyli miasto z okręgiem na ziemię zastawną. Stan ten utrzymał się do 1453 r., kiedy Ziębice zostały przekazane przez Władysława Pogrobowca – potężnemu czeskiemu magnatowi i umiarkowanemu husycie Jerzemu z Podiebradów.

## Jan ziębicki w literaturze
Jan ziębicki jest jednym z bohaterów powieści Andrzeja Sapkowskiego: Narrenturm oraz Boży bojownicy.